# إسكس جونسون
إسكس جونسون (بالإنجليزية: Essex Johnson)‏ هو لاعب كرة قدم أمريكية أمريكي، ولد في 15 أكتوبر 1946 في شريفبورت في الولايات المتحدة.

## وصلات خارجية
- إسكس جونسون على موقع مرجع كرة القدم المحترفة.كوم (الإنجليزية)